# Bootle FC (1879)
Bootle FC was een Engelse voetbalclub uit Bootle, Merseyside. Het is een van de twee eerste clubs die zich terugtrokken uit de Football League en ook een van de twee enige clubs die daar slechts één seizoen speelden.

## Geschiedenis

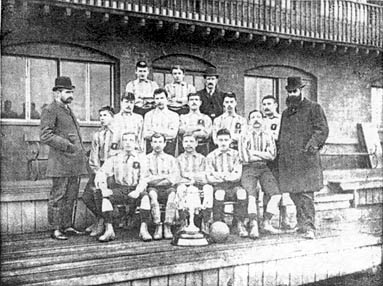
Team in 1889.

De club werd in 1879 opgericht als Bootle St. Johns AFC'. Ze speelden hun eerste officiële wedstrijd in oktober 1880 tegen Everton. Later dat jaar wijzigde de club de naam in Bootle AFC en in 1881 namen ze voor het eerst deel aan de FA Cup. In 1887 ging voormalig Schots international Andrew Watson voor de club spelen, hij was de eerste international met een donkerkleurige huidskleur.
De club diende ook zijn kandidatuur in om opgenomen te worden in de Football League in 1888, maar in tegenstelling tot buur Everton werd de kandidatuur geweigerd. De club werd dan in 1889 meedeoprichter van de Football Alliance, een rivaliserende competitie. In 1890 werd de kwartfinale behaald van de FA Cup waar ze verloren van Blackburn Rovers met 7-0. Bootle werd in het eerste seizoen vicekampioen achter The Wednesday. Het volgende seizoen liep het minder vlot en werd de club gedeeld laatste, ironisch genoeg samen met The Wednesday. Buur Liverpool FC nam de plaats in van de club.
Toen de Alliance fuseerde met de League werd Bootle medeoprichter van de Football League Second Division. Hoewel de 8ste plaats werd bereikt op 12 clubs verliet Bootle de League en was zo de eerste club die dat deed, Accrington FC was de andere. Buur Liverpool FC nam de plaats van Bootle in. Bootle en Middlesbrough Ironopolis FC zijn de enige twee clubs die slechts één seizoen in de Football League speelden.

## Erelijst
Liverpool Senior Cup
1883, 1888, 1889